# Ministère de l'Exploitation minière et de l'Énergie
Le ministère de l'Exploitation minière et de l'Énergie (en serbe cyrillique : Министарство рударства и енергетике ; en serbe latin : Ministarstvo rudarstva i energetike) est le département ministériel du gouvernement serbe chargé de la politique énergétique et de la politique minière en Serbie.

## Organisation
Le ministère s'organise autour de 7 sections ou départements :
- le département de l'efficacité énergétique et des énergies renouvelables[2] ;
- le département de l'énergie électrique[3] ;
- le département de la coopération internationale et de la gestion des projets[4] ;
- le département de contrôle et de surveillance[5] ;
- le département de la protection de l'environnement[6] ;
- le département de planification et de gestion de l'environnement[7] ;
- le département du pétrole et du gaz[8].

## Liste des ministres
| Ministre                                                                           | Parti                              | Parti                              | Dates                              | Gouvernement                       |                                    |
| Ministre des Mines et de l'Énergie                                                 | Ministre des Mines et de l'Énergie | Ministre des Mines et de l'Énergie | Ministre des Mines et de l'Énergie | Ministre des Mines et de l'Énergie | Ministre des Mines et de l'Énergie |
| ---------------------------------------------------------------------------------- | ---------------------------------- | ---------------------------------- | ---------------------------------- | ---------------------------------- | ---------------------------------- |
| Nikola Šainović                                                                    |                                    | SPS                                | 11/02/1991 - 10/02/1993            | Zelenović et Božović               |                                    |
| Vladimir Živanović                                                                 |                                    | SPS                                | 10/02/1993 - 18/03/1994            | Šainović                           |                                    |
| Dragan Kostić                                                                      |                                    | SPS                                | 18/03/1994 - 11/02/1997            | Marjanović I                       |                                    |
| Srboljub Stanković                                                                 |                                    | SPS                                | 11/02/1997 - 24/03/1998            | Marjanović I                       |                                    |
| Života Ćosić                                                                       |                                    | SPS                                | 24/03/1998 - 11/11/1999            | Marjanović II                      |                                    |
| Slobodan Tomović                                                                   |                                    | SPS                                | 11/11/1999 - 24/10/2000            | Marjanović II                      |                                    |
| Srboljub Antić                                                                     |                                    | DOS                                | 24/10/2000 - 25/01/2001            | Minić                              |                                    |
| Goran Novaković                                                                    |                                    | DS                                 | 25/01/2001 - 19/06/2002            | Đinđić                             |                                    |
| Kori Udovički                                                                      |                                    | DOS                                | 19/06/2002 - 22/07/2003            | Đinđić et Živković                 |                                    |
| Slobodan Ružić (intérim)                                                           |                                    | DOS                                | 22/07/2003 - 02/10/2003            | Živković                           |                                    |
| Nikola Nikolić (intérim)                                                           |                                    | DOS                                | 02/10/2003 - 03/03/2004            | Živković                           |                                    |
| Radomir Naumov                                                                     |                                    | DSS                                | 03/03/2004 - 15/05/2007            | Koštunica I                        |                                    |
| Aleksandar Popović                                                                 |                                    | DSS                                | 15/05/2007 - 07/07/2008            | Koštunica II                       |                                    |
| Petar Škundrić                                                                     |                                    | SPS                                | 07/07/2008 - 14/03/2011            | Cvetković                          |                                    |
| (2011-2012) Fusionné dans les ministères des Infrastructures et de l'Environnement |                                    |                                    |                                    |                                    |                                    |
| Ministre de l'Énergie, du Développement et de la Protection de l'environnement     |                                    |                                    |                                    |                                    |                                    |
| Zorana Mihajlović                                                                  |                                    | SNS                                | 27/07/2012 - 27/04/2014            | Dačić                              |                                    |
| Ministre des Mines et de l'Énergie                                                 |                                    |                                    |                                    |                                    |                                    |
| Aleksandar Antić                                                                   |                                    | SPS                                | 27/04/2014 - 28/10/2020            | Vučić I, II et Brnabić I           |                                    |
| Zorana Mihajlović                                                                  |                                    | SNS                                | 28/10/2020 - 26/10/2022            | Brnabić II                         |                                    |
| Dubravka Đedović                                                                   |                                    | Indépendante                       | 26/10/2022 - en cours              | Brnabić III et Vučević             |                                    |